# Those of the Unlight
Those of the Unlight è il secondo album della band black metal svedese Marduk, uscito nell'ottobre 1993 per la Osmose Productions.

## Tracce
1. Darkness Breeds Immortality – 3:49
2. Those of the Unlight – 4:43
3. Wolves – 5:50
4. On Darkened Wings – 4:16
5. Burn My Coffin – 5:15
6. A Sculpture of the Night – 3:29
7. Echoes from the Past – 7:06
8. Stone Stands Its Silent Vigil – 3:03

## Formazione
- Morgan Steinmeyer Håkansson - chitarra
- Joakim Göthberg - batteria, voce
- B. War - basso
- Devo Andersson - chitarra